# Úr születése fatemplom (Dragomirest)
A dragomiresti Úr születése fatemplom műemlékké nyilvánított épület Romániában, Temes megyében. A romániai műemlékek jegyzékében az  TM-II-m-A-06219 sorszámon szerepel.